# مایکل دی بار
مایکل دِی بار (فرانسوی: Michael Des Barres‎؛ زادهٔ ۲۴ ژانویهٔ ۱۹۴۸) خواننده-ترانه‌پرداز و بازیگر اهل انگلستان است. وی از سال ۱۹۶۰ میلادی تاکنون مشغول فعالیت بوده‌است.
از فیلم‌ها یا برنامه‌های تلویزیونی که وی در آن نقش داشته‌است، می‌توان به اسلج همر!، ان‌سی‌آی‌اس، دختران گیلمور، آلیاس، جاده مالهالند، تحت محاصره، مردی از مزرعه‌های بهشتی، یک پیچ و تاب ساده، بچه را بگیر و پیچک سمی: اغوای جدید اشاره کرد.